# Club Bàsquet Sant Josep Girona
Il Club Bàsquet Sant Josep è stata una società spagnola di pallacanestro con sede nella città catalana di Gerona. La squadra maggiore è stata iscritta alla Liga LEB Oro, seconda divisione del campionato spagnolo.

## Storia
Il club venne fondato nel 1962, sotto il nome di Club Bàsquet Sant Josep. Nel 1989 diventò una società per azioni, prendendo la denominazione di Club Bàsquet Girona.
Dalla fine degli anni '80 ha militato, ininterrottamente, in Liga ACB, il massimo campionato spagnolo di basket. Per tre stagioni ha partecipato alla Coppa Korać, arrivando alle semifinali nella stagione 1999-2000.
Ha anche vinto due Coppe Catalane e, nel 2007, la FIBA EuroCup. Il 25 luglio 2008 il club annunciò che non si sarebbe iscritto né alla Liga ACB né alla Coppa ULEB della stagione seguente.
A seguito dello scioglimento della società per azioni, è stato fondato un nuovo club, che porta la vecchia denominazione Sant Josep e che ripartì dalla quarta divisione, la Liga LEB Bronce. Nel 2009, dopo aver acquisito i diritti sportivi del CB Vic la squadra di Girona passò nella LEB Oro, cioè la seconda divisione, proprio dietro alla Liga ACB.

## Palmarès
- FIBA EuroCup: 1

2006-07
- Liga catalana: 2

1996, 2006